# 北澤美術館
北澤美術館（きたざわびじゅつかん）は、エミール・ガレ等のフランスのアール・ヌーヴォー期のガラス工芸と、現代日本画の長野県諏訪市諏訪湖畔にある美術館である。キッツ 創業者の北澤利男創設。
隣にはサンリツ服部美術館がある。

## 概要
世界初のガラス製品を美術品として1983年5月21日に開館。エミール・ガレに代表されるフランスのアール・ヌーヴォー期のガラス工芸700点と、現代日本画200点を収蔵している。
1998年、美術館脇に彫刻家・圓鍔勝三制作、北澤利男像（題字は文化功労者・青山杉雨の書）が設置された。また、彫刻家の沼田一雅（1900年、パリ万国博覧会　(1900年)、鋳銅の「猿廻し置物」を出品、1等の金牌を受領した作家）制作「ライオン像」も隣に設置。
2024年はガレの没後120年目に当たり、3月16日より「特別展　エミール・ガレ没後120年記念　北澤美術館のガレ」開催。

### 備考
関連施設として、かつて千葉市美浜区に幕張北澤美術館（1992年10月1日 - 2000年2月）が、JR東日本小海線清里駅北側に清里北澤美術館（1989年4月 - 2012年3月）が存在した。また北澤美術館新館（2003年4月開設）は、2012年12月に当館とは別経営の複合文化施設SUWAガラスの里の美術館となった。
　

## 館内
この節の出典:
1階
- エミール・ガレひとよ茸ランプ展示室
- ガラス工芸展示室 - 2013年4月のリニューアルで展示室面積が2倍になった（所蔵作家・ガレ、ドーム兄弟、ルネ・ラリック）

ミュージアムショップ中央の階段を上る
中2階
- 喫茶室 - 諏訪湖が一望できる。

2階
- 日本画展示室（所蔵作家：小泉智英、加倉井和夫、野々内良樹、土屋禮一、松尾敏男、河合重政、工藤甲人、西田俊英、山田申吾、大山忠作、池内璋美、船水徳雄、川崎麻児、野村義照、松村公嗣、加山又造、東山魁夷、山口華楊、堂本元次、三輪晃久、稲本実、髙山辰雄、岩波昭彦）

## 交通アクセス
- JR東日本上諏訪駅西口より国道20号経由徒歩約15分
- 諏訪ICより諏訪バイパスから国道20号経由車で約15分